# Massaontvoering van schoolmeisjes in Nigeria op 15 april 2014

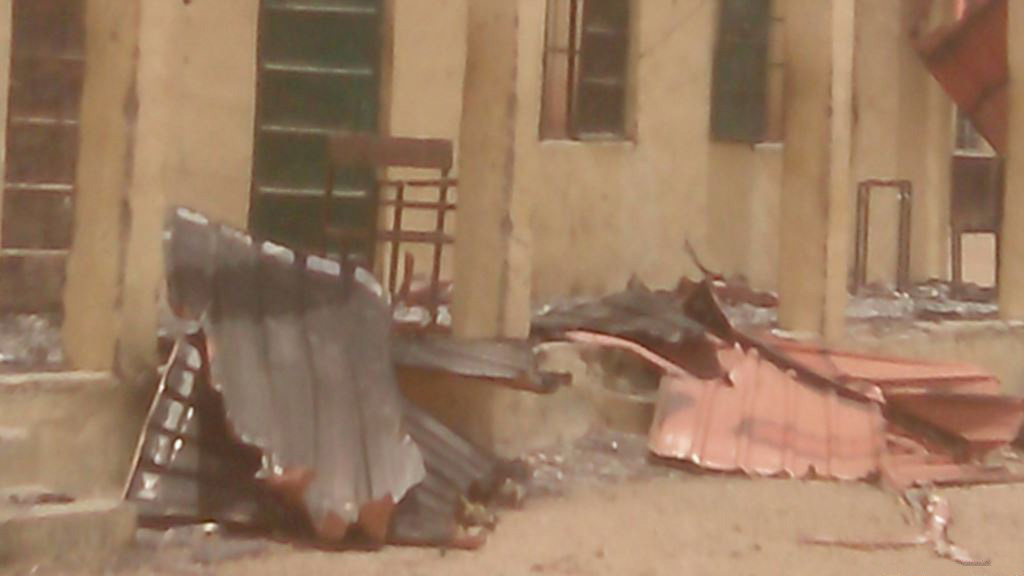
De ravage na de aanval

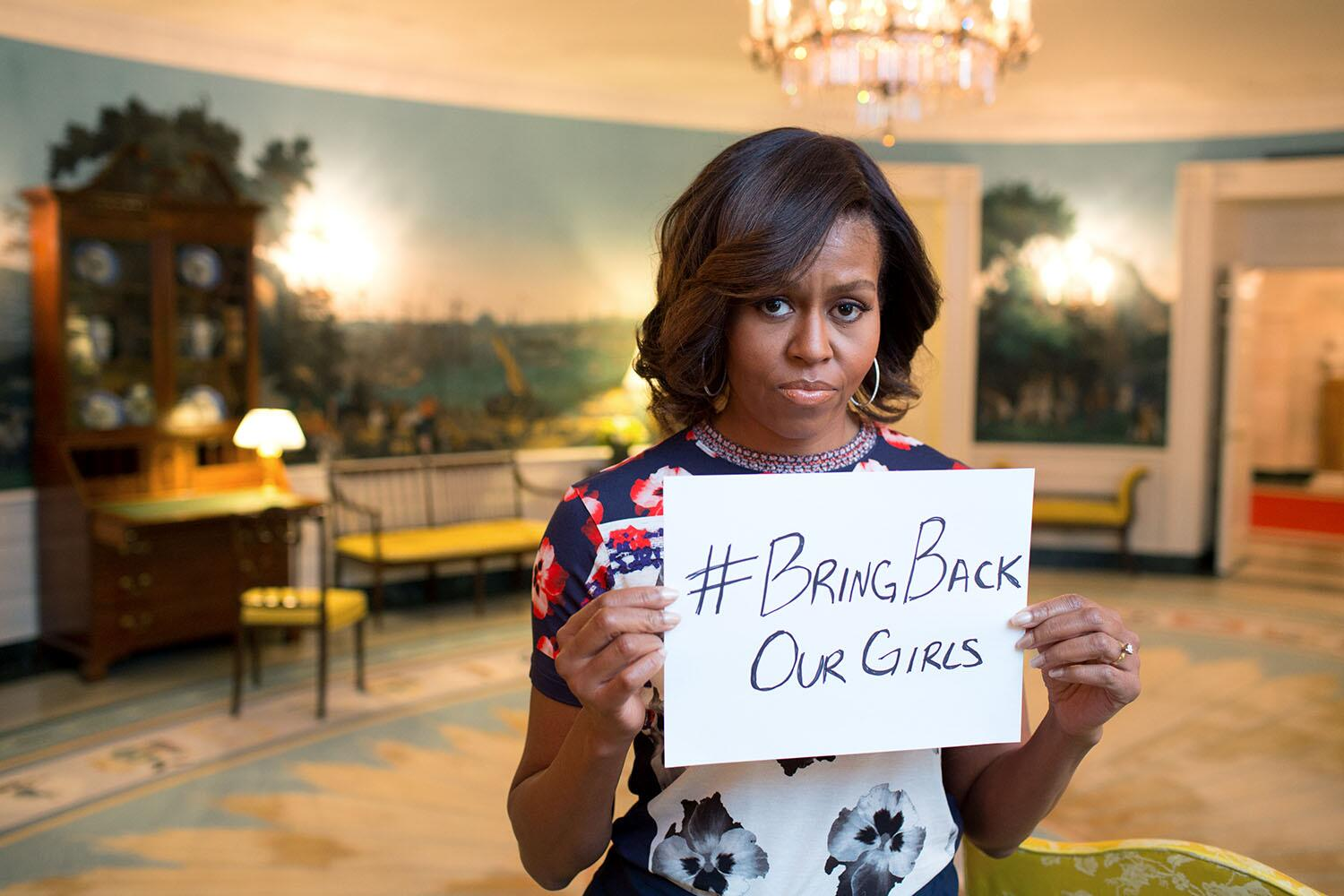
Michelle Obama roept op tot vrijlating van de meisjes.

Er vond op 15 april 2014 een massaontvoering van schoolmeisjes in Nigeria plaats, in de stad Chibok, in de noordoostelijke deelstaat Borno van Nigeria. De terreurorganisatie Boko Haram, verantwoordelijk voor een serie aanslagen die onderdeel zijn van het shariaconflict in Nigeria, pleegde de ontvoering.
Die dag werden in Chibok zeker tweehonderd meisjes door gewapende mannen van Boko Haram ontvoerd. De meisjes werden op een schoolterrein overvallen en op vrachtwagens geladen. Gebouwen werden in brand gestoken. Twee veiligheidsmedewerkers van de school hebben bij de overval het leven gelaten. Abubakar Shekau, de leider van Boko Haram, zei in een video dat hij de meisjes als slaven zou verkopen, omdat hij er een markt voor kon vinden. Daarna riep hij op tot een einde aan westers onderwijs en viel hij enkele huidige en voormalige wereldleiders aan, waaronder Abraham Lincoln. Hoewel een deel van de meisjes al voordat ze gevangen werden genomen moslim was en de rest zich onder dwang van Boko Haram bekeerde, werden de meisjes niet vrijgelaten.
Zeker 60 van de gevangengenomen vrouwen konden nog ontsnappen. Abubakar Shekau zou later hebben aangegeven toen hem naar de meisjes werd gevraagd dat ze voor hem niet meer belangrijk waren omdat ze inmiddels getrouwd waren. Ook hoorden volgens hem de meisjes sowieso niet in een school thuis, maar dienden ze op hun leeftijd te zijn getrouwd en vond hij dat hij het recht had ongelovigen tot slaaf te maken. Vier meisjes ontsnapten nadien alsnog uit een kamp in Kameroen, waar ze naar eigen zeggen dagelijks werden verkracht.
Twee van de ontvoerde vrouwen werden in mei 2016 teruggevonden. Een van hen bevond zich bij de grens met Kameroen. Later die week werd na gevechten met Boko Haram ook een andere vrouw bevrijd.
Er verschenen in augustus 2016 beelden van een grote groep van de ontvoerde meisjes. De bedoeling van de Boko Haram was hun eisen in de onderhandelingen kracht bij te zetten. 21 meisjes werden in oktober 2016 vrijgelaten, er werd over het vrijlaten van nog eens 83 meisjes onderhandeld. Zij werden geruild tegen gevangengenomen commandanten van Boko Haram. Eind juli 2022 ontsnapten opnieuw twee inmiddels vrouwen en liepen met hun kinderen naar Bama, waar ze zich meldden bij de militaire post.

## Nieuwe ontvoeringen
In februari 2018 werden opnieuw meer dan 110 meisjes ontvoerd uit een school in Dapchi, in de noordoostelijke deelstaat Yobe.